# Heksenkringen
Heksenkringen es el segundo álbum de estudio de la banda holandesa de folk metal Grimm, publicado el 28 de abril de 2007 en el sello Displeased Records. Este segundo álbum posee canciones remasterizadas de su trabajo en vivo Live in Eindhoven, publicado en 2005, así como canciones inéditas. También se puede distinguir la búsqueda de un estilo más propio dentro de la escena del metal holandés, incluso señalado como un acercamiento al Avant-garde metal.

## Lista de canciones
1. "Witte Ruiter" – 6:32
2. "Verbranding Van Een Heks" – 5:20
3. "Zwarte Magie" – 4:18
4. "Als Wederganger Dwalend" – 5:27
5. "Heksenkringen" – 6:51
6. "Van Drakenbloed Fel" – 5:47
7. "Toverwaas Der Kwijning" – 6:22
8. "Opera Van De Nacht" – 2:48

- Datos: Q16574276